# Maytenus williamsii
Maytenus williamsii es una especie de planta fanerógama perteneciente a la familia  Celastraceae. Es endémica de Honduras. .

## Taxonomía
Maytenus williamsii  fue descrita por Ludwig Eduard Theodor Loesener y publicado en Ceiba 1(4): 258. 1951.
Etimología
Maytenus: nombre genérico de  maiten, mayten o mayton, un nombre mapuche para la especie tipo Maytenus boaria.
williamsii: epíteto  otorgado en honor del recolector de la planta Louis O. Williams.